# 日本船舶海洋工学会
公益社団法人日本船舶海洋工学会（にほんせんぱくかいようこうがくかい）は、船舶及び海洋工学に関する学術技芸を考究し、その発達を図ることを目的としている。

## 概要
- 所在：東京都港区芝大門2丁目12番9号 浜松町矢崎ホワイトビル
- 設立：1898年11月（造船協会として）
- 会長：柏木 正[2]（大阪大学大学院工学研究科教授）
- 目的：船舶及び海洋工学に関する学術技芸の考究・発達[1]

## 沿革
- 1898年 造船協会として社団法人化。
- 1967年 造船協会を日本造船学会と改称。
- 2005年 日本造船学会、関西造船協会、西部造船会が統合して日本船舶海洋工学会が発足。
- 2010年 公益社団法人化。

## 主な業務
- 講演会・シンポジウム
- 論文集・会誌発行
- 研究調査
- 技術者支援
- 国際事業・国際交流
- ふね遺産の選定[3]、シップ・オブ・ザ・イヤーの表彰など